# Вулиця Проскурівського підпілля
Ву́лиця Проску́рівського підпі́лля в місті Хмельницькому пролягає центральною частиною міста до мікрорайону Ближні Гречани. Пролягає від вул. Вайсера до вулиць Олімпійської та Шухевича.

## Історія
Більша частина вулиці (до перехрестя з вул. Кам'янецькою) прокладена згідно з планом забудови міста від 1824 року й мала першу назву Аптекарська, яка пов'язана з тим, що поблизу перехрестя з Олександрівською (нині вул. Проскурівська) на початку 70-х років XIX століття дворянин Л. Дєрєвоєд відкрив найкращу в місті аптеку. На початку XX століття вул. Аптекарська була продовжена на захід — через грузькі заплави Плоскої проклали насип та дорогу до приміського села Гречани.
1921 року вул. Аптекарську перейменували на честь червоноармійського полководця Григорія Котовського.
2000 року вулицю перейменували на честь подвигу проскурівських підпільників-антифашистів.

## Старовинні будинки
До наших днів збереглися будинки від забудови кінця XIX — початку XX століть:
- № 32 (належав також Л. Дєрєвоєду, на початку XX століття здавався в оренду повітовому З'їзду мирових суддів);
- № 34 (колишній ілюзіон «Оаза», споруджений на початку XX століття);
- № 60, 75, 77 — житлові будинки «цегляного» стилю.

## Установи та заклади

### Органи міської влади
- Проскурівського Підпілля, 32

Управління праці та соціального захисту Хмельницької міської ради
- Проскурівського Підпілля, 203

Друга хмельницька нотаріальна контора

### Заклади освіти та культури
- Проскурівського Підпілля, 34

Моно-театр «Кут»
Колишній ілюзіон «Оаза». Одноповерхова будівля, споруджена на початку XX століття для потреб приватного ілюзіону С. Оксмана «Оаза». Цей кінотеатр мав один із найкращих у місті залів, який у 1920-х роках використовували також для циркових виступів та шоу борців. В перші роки радянської влади зал націоналізували та створили в ньому «Кіно імені Леніна». Від 1945 до 1982 року у приміщенні перебувала обласна філармонія, а у 1982—1992 роках — кінотеатр «Мир».
- Проскурівського Підпілля, 89

Старші класи ліцею № 17
- Проскурівського Підпілля, 125/1

Хмельницький ліцей № 15 ім. Олександра Співачука.
- Проскурівського Підпілля, 139

Хмельницька гуманітарно-педагогічна академія
Гуманітарно-педагогічна академія веде історію від жовтня 1921 року, коли у Проскурові була створена педагогічна школа, яку вже в грудні того ж року реорганізували у вищі трирічні педагогічні курси. Через три роки педкурси реорганізували на педагогічний технікум, який у 1935 році було розформовано. В 1945 році педтехнікум відновив роботу, але вже як педагогічне училище. Навчальний заклад розташовувався спочатку на вул. Шевченка, згодом на вул. Театральній (тоді — Леніна), а 1979 року переїхав до нового навчального комплексу за теперішньою адресою. В 1999 році педагогічному училищу присвоєно статус вищого навчального закладу II рівня акредитації і визначено нову назву — Хмельницький педагогічний коледж, а 2000 року підвищено статус і відповідно змінено найменування — Хмельницький гуманітарно-педагогічний інститут.

### Медичні заклади
- Проскурівського Підпілля, 112

Лікарня з поліклінікою МВС

## Галерея

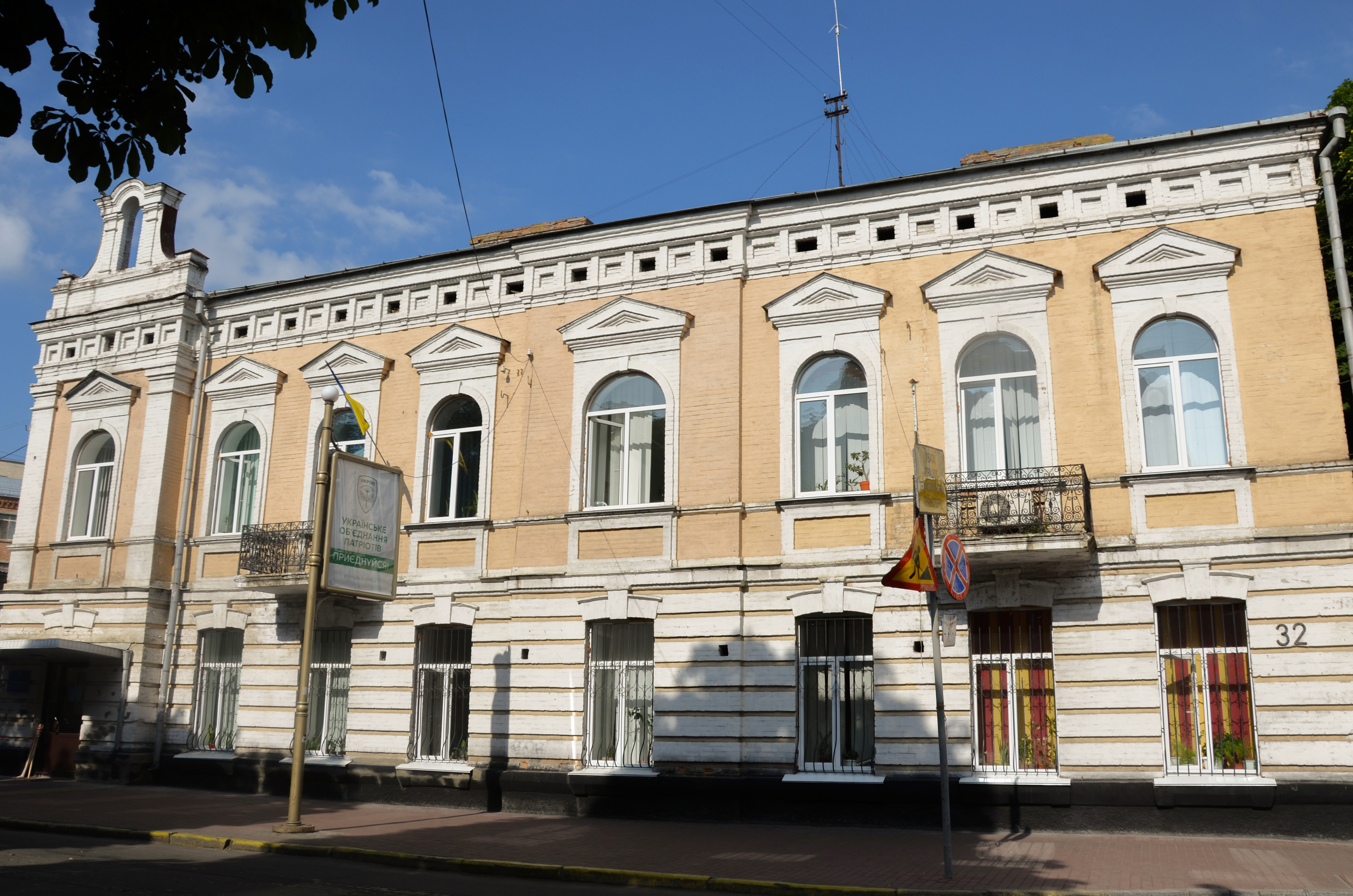
Управління соціального захисту населення
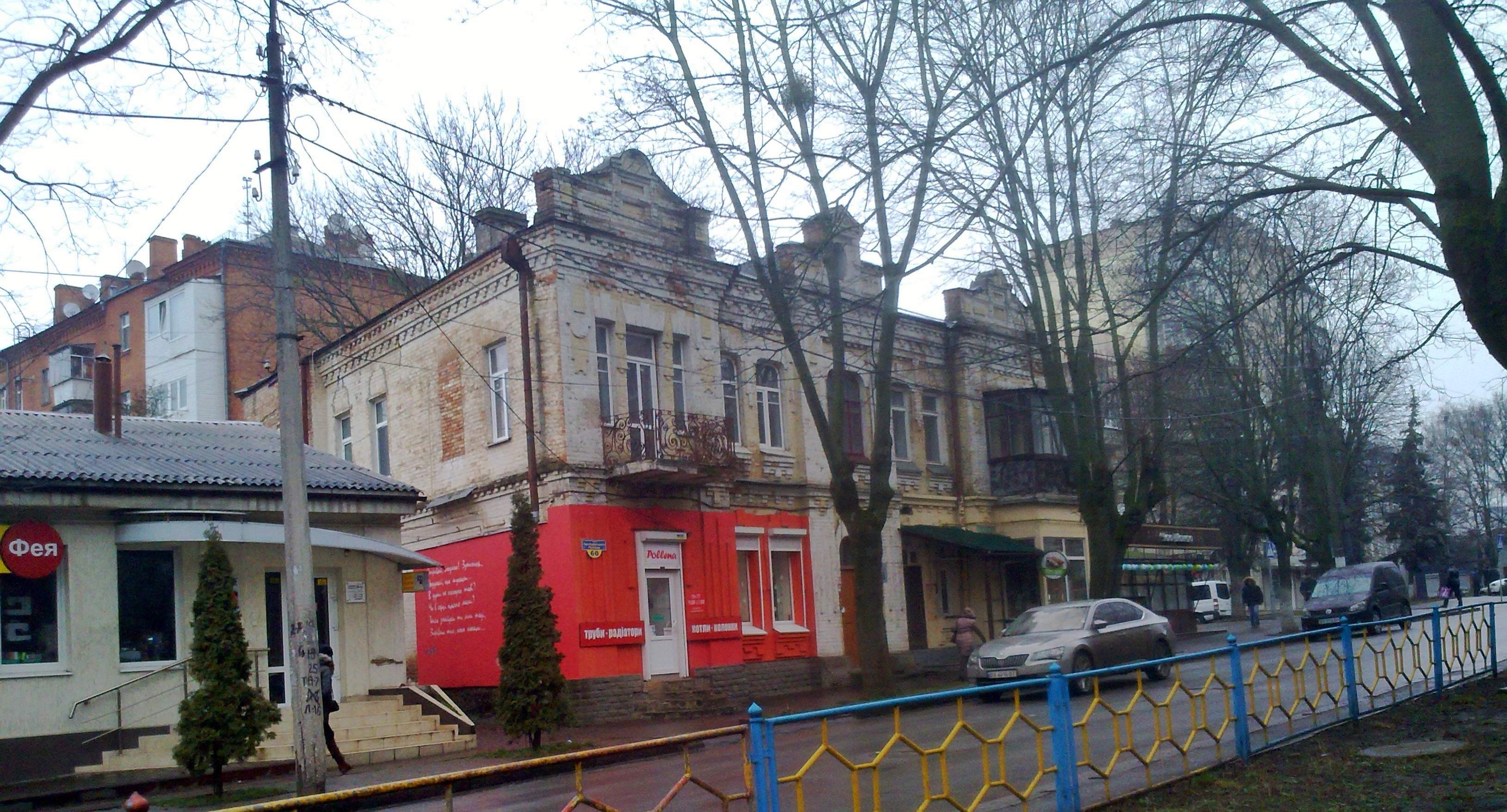
Двоповерховий будинок «цегляного стилю»
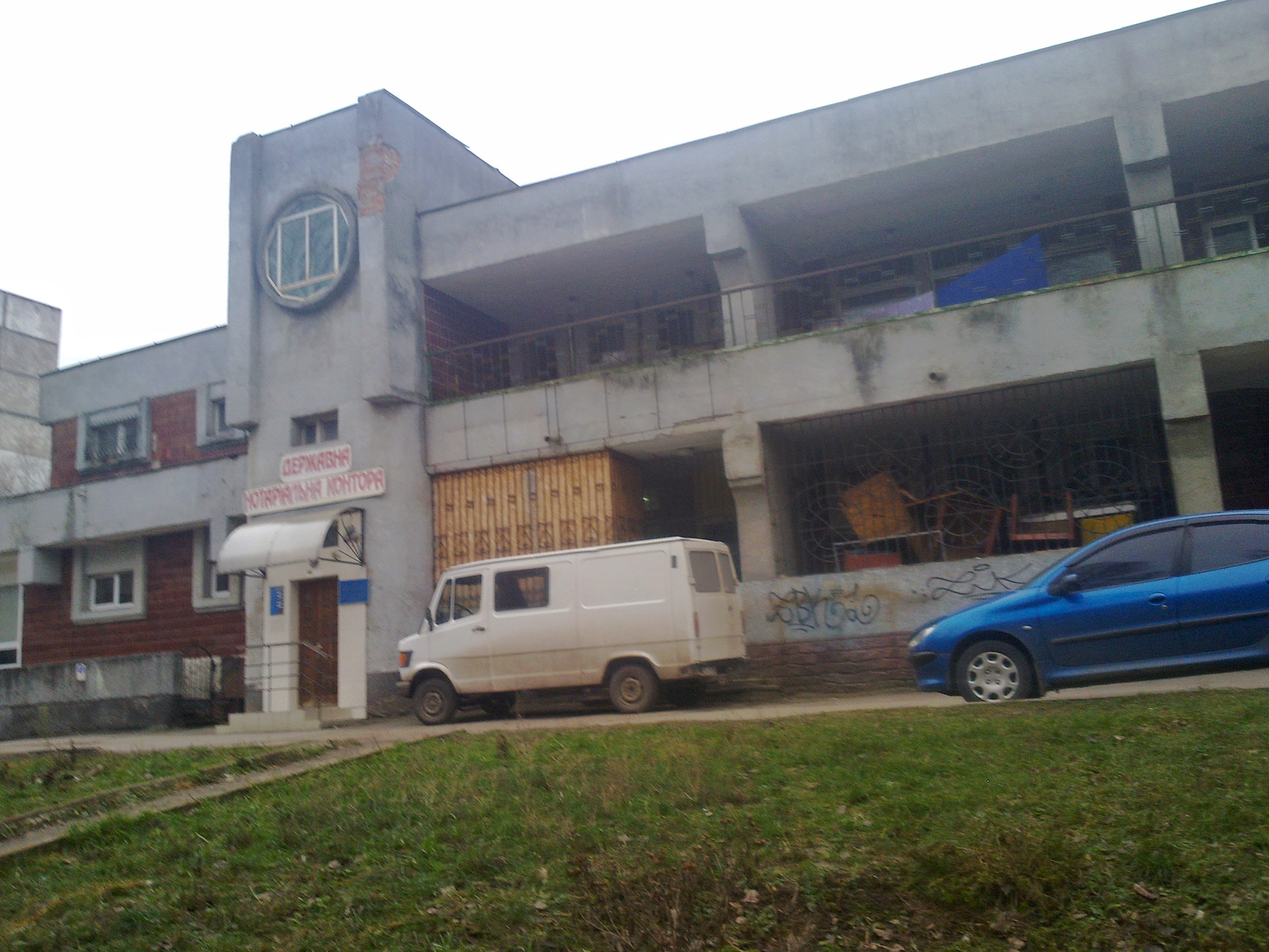
Державна нотаріальна контора (мікрорайон Гречани)
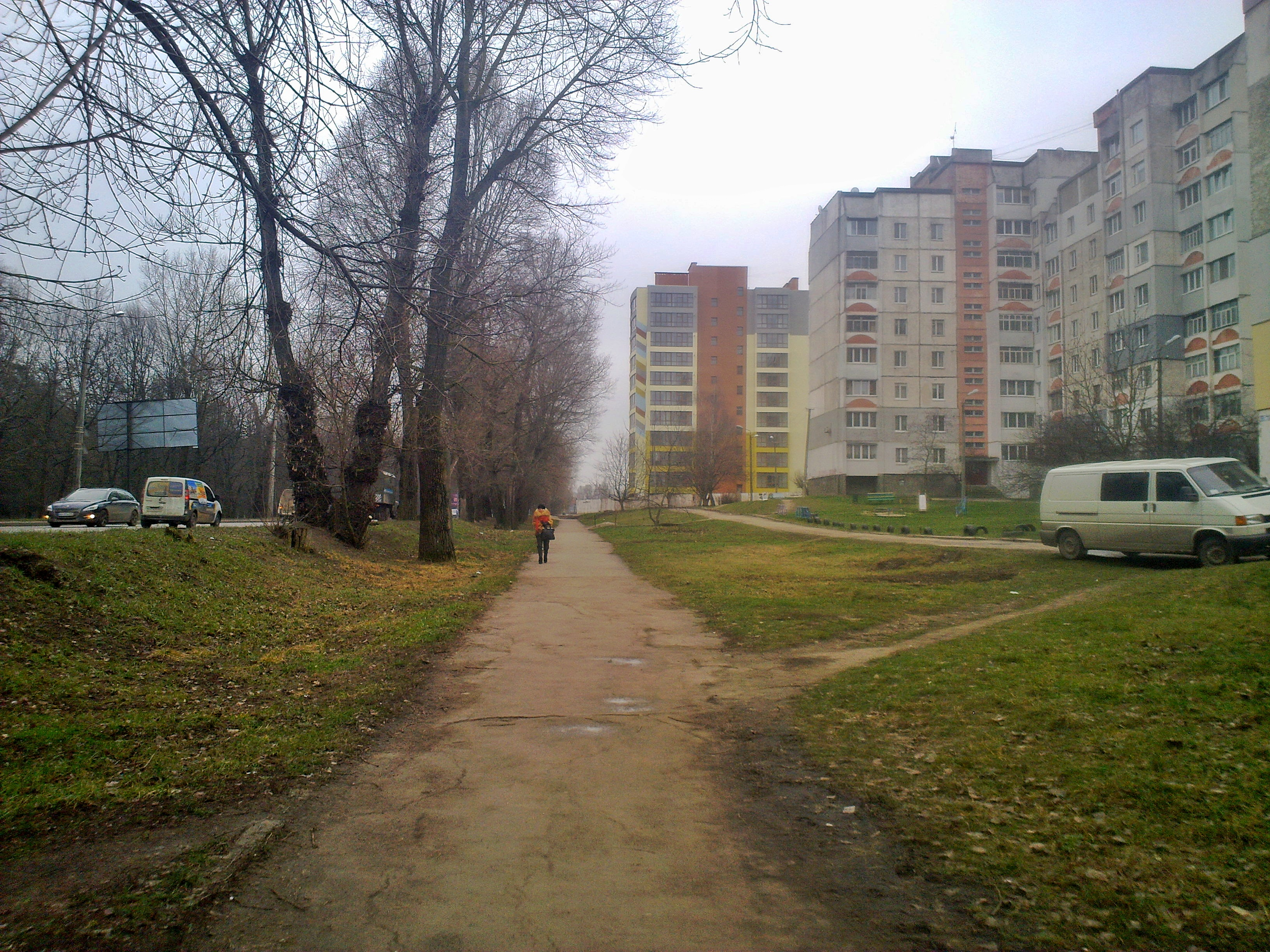
Вулиця Проскурівського підпілля в мікрорайоні Ближні Гречани